# Paracymoriza
Paracymoriza is een geslacht van vlinders uit de familie van de grasmotten (Crambidae). De wetenschappelijke naam van dit geslacht is voor het eerst voorgesteld door William Warren in een publicatie uit 1890.
Warren stelde deze naam voor als geslachtsnaam voor de soorten uit Cymoriza die Julius Lederer had beschreven. Volgens Warren behoorden deze geenszins tot het geslacht Cymoriza zoals dat door Achille Guenée in 1854 oorspronkelijk was beschreven.
Het geslacht telde in 2007 ongeveer dertig soorten, verspreid over het Oriëntaals gebied (met 16 soorten gekend in China) en het Palearctisch gebied.

## Soorten
- Paracymoriza albalis Yoshiyasu, 1987
- Paracymoriza albifascialis Hampson, 1891
- Paracymoriza albimaculata Chen, Song & Wu, 2007
- Paracymoriza argenteolineata Speidel, 2003
- Paracymoriza aurantialis Swinhoe, 1895
- Paracymoriza bleszynskialis Roesler & Speidel, 1981
- Paracymoriza cataclystalis (Strand, 1919)
- Paracymoriza concava Chen, Song & Wu, 2007
- Paracymoriza convallata You & Li, 2005
- Paracymoriza distinctalis (Leech, 1889)
- Paracymoriza ectargyralis (Hampson, 1897)
- Paracymoriza eromenalis (Snellen, 1880)
- Paracymoriza flavicaput (Snellen, 1901)
- Paracymoriza fuliginosa Speidel, 2003
- Paracymoriza fuscalis (Yoshiyasu, 1985)
- Paracymoriza gangeticalis (Lederer, 1863)
- Paracymoriza immanis (Hampson, 1906)
- Paracymoriza inextricata (Moore, 1888)
- Paracymoriza laminalis (Hampson, 1901)
- Paracymoriza latifascialis (Warren, 1896)
- Paracymoriza loricatalis (Lederer, 1863)
- Paracymoriza multispinea You, Wang & Li, 2003
- Paracymoriza naumanniella Speidel, Buchsbaum & Miller, 2005
- Paracymoriza nigra (Warren, 1896)
- Paracymoriza nigrella Speidel, 2003
- Paracymoriza okinawanus (Yoshiyasu & Arita, 1992)
- Paracymoriza olivalis Hampson, 1891
- Paracymoriza oxygona (Meyrick, 1894)
- Paracymoriza parallelalis Sauber, 1902
- Paracymoriza phlegetonalis (Snellen, 1895)
- Paracymoriza prodigalis (Leech, 1889)
- Paracymoriza pseudovagalis Chen, Song & Wu, 2007
- Paracymoriza reductalis (Caradja, 1925)
- Paracymoriza rivularis (Moore, 1888)
- Paracymoriza scotalis (Hampson, 1906)
- Paracymoriza stigmatalis (Swinhoe, 1894)
- Paracymoriza taiwanalis (Wileman & South, 1917)
- Paracymoriza truncata Chen, Song & Wu, 2007
- Paracymoriza vagalis (Walker, 1866)
- Paracymoriza yuennanensis (Caradja, 1937)